# Manuel Teles da Silva Lobo
Manuel Teles da Silva Lobo (1800 — 1855) foi um político brasileiro.
Foi presidente da província do Maranhão, de 26 de dezembro de 1824 a 2 de julho de 1825.